# Puig de na Marit
El Puig de na Marit amb 666 metres, situat dins Es Cabàs, marca la partió del terme de Santa Maria del Camí amb sa Comuna de Bunyola. A l'oest queda sa Coma d'en Buscante i el comellar que davalla cap a Can Morro i Can Picarola, a l'est s'Embocador i el faldar de sa Cova de s'Aigo.

## Etimologia
El seu nom prové d'antics propietaris de llinatge Aimeric. “El 30 de gener de 1316 Berenguer Tordera de Santa Maria del Camí ven a Jaume Aymerich de Bunyola la quarta part d'es Cabàs. Aquest el 6 de març de 1325 la ven a Jaume Loat. Aquest el 3 de desembre de 1337 ven una porció de garriga a Guillem Aymerich.